# Эпупа (водопад)
Эпупа (англ. Epupa Falls, порт. Quedas do Monte Negro) — водопад на реке Кунене в юго-западной части Африки.

## География и политика
На языке гереро Эпупа означает падающая вода, а также пена, возникающая на скалах водопада. В месте нахождения водопада Эпупа река Кунене является пограничной между Анголой и Намибией. Ширина её здесь достигает 500 метров. Высота водопада — около 37 метров.
Благодаря обильным притокам, стекающим в Кунене с приграничного ангольского высокогорья, река остаётся всегда полноводной. Кунене промыла на намибийском берегу, в засушливой зоне Каоковельд, многочисленные узкие протоки.
В связи с планами правительств Анголы и Намибии построить в районе водопада Эпупа мощную плотину, что могло привести к разрушению водопада, между местным населением севера Намибии и центральным правительством возник политический конфликт, в связи с чем решение о строительстве было пересмотрено.
Водопад Эпупа является одной из достопримечательностей северо-запада Намибии, часто посещаемых туристами.

## Галерея

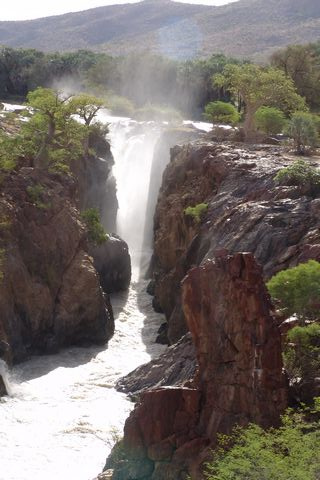
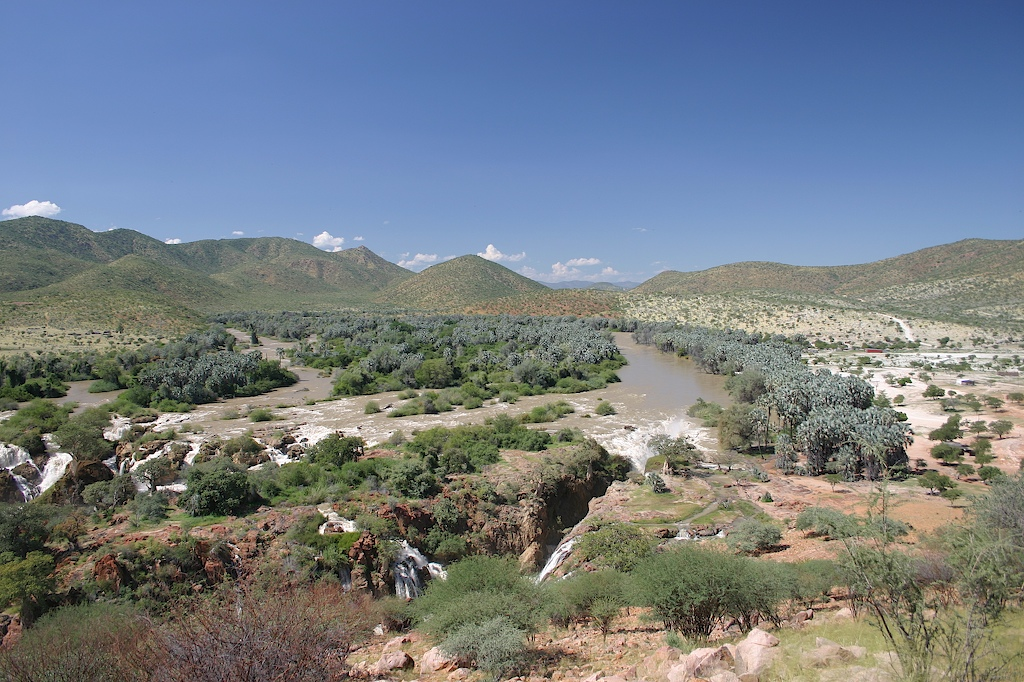
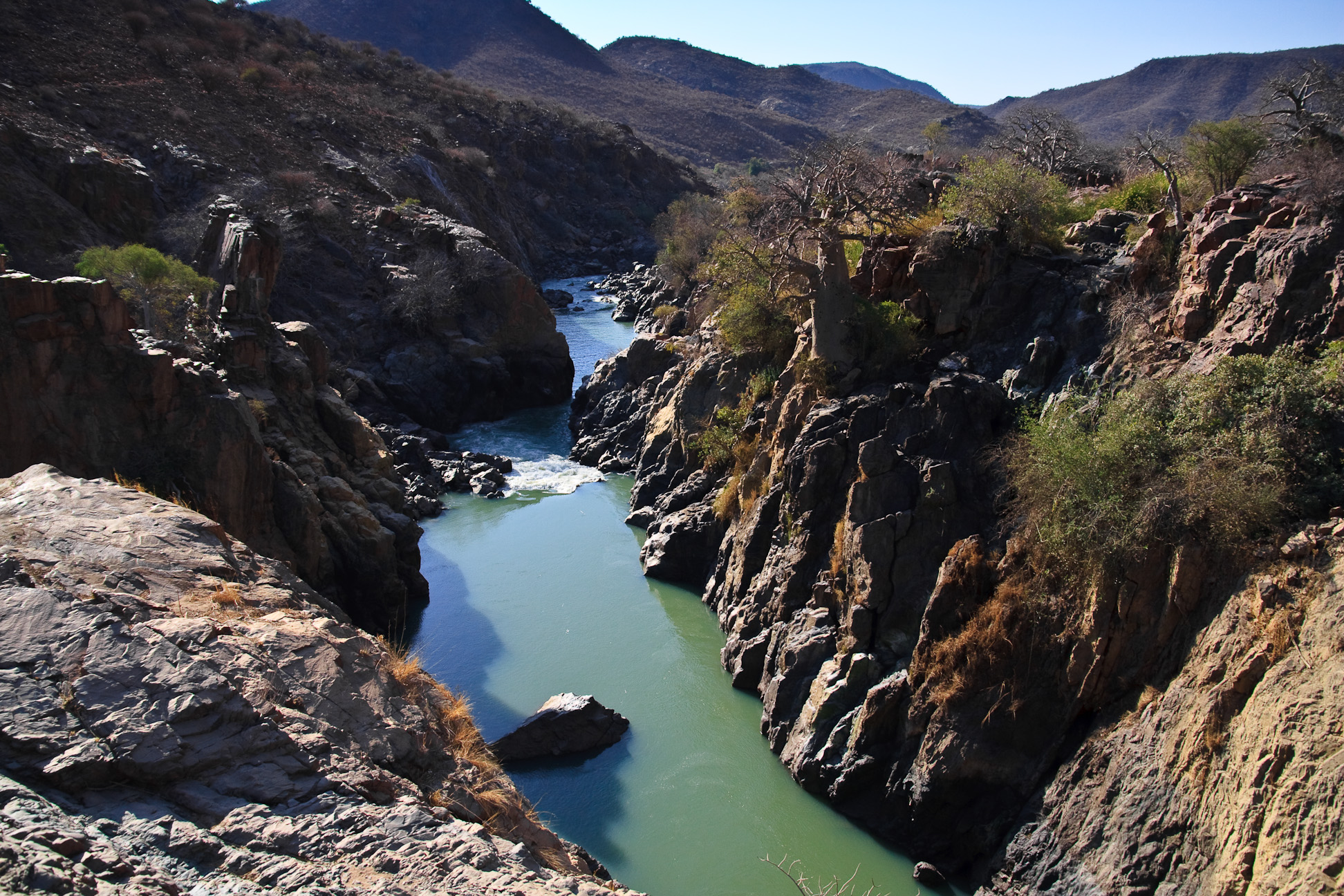
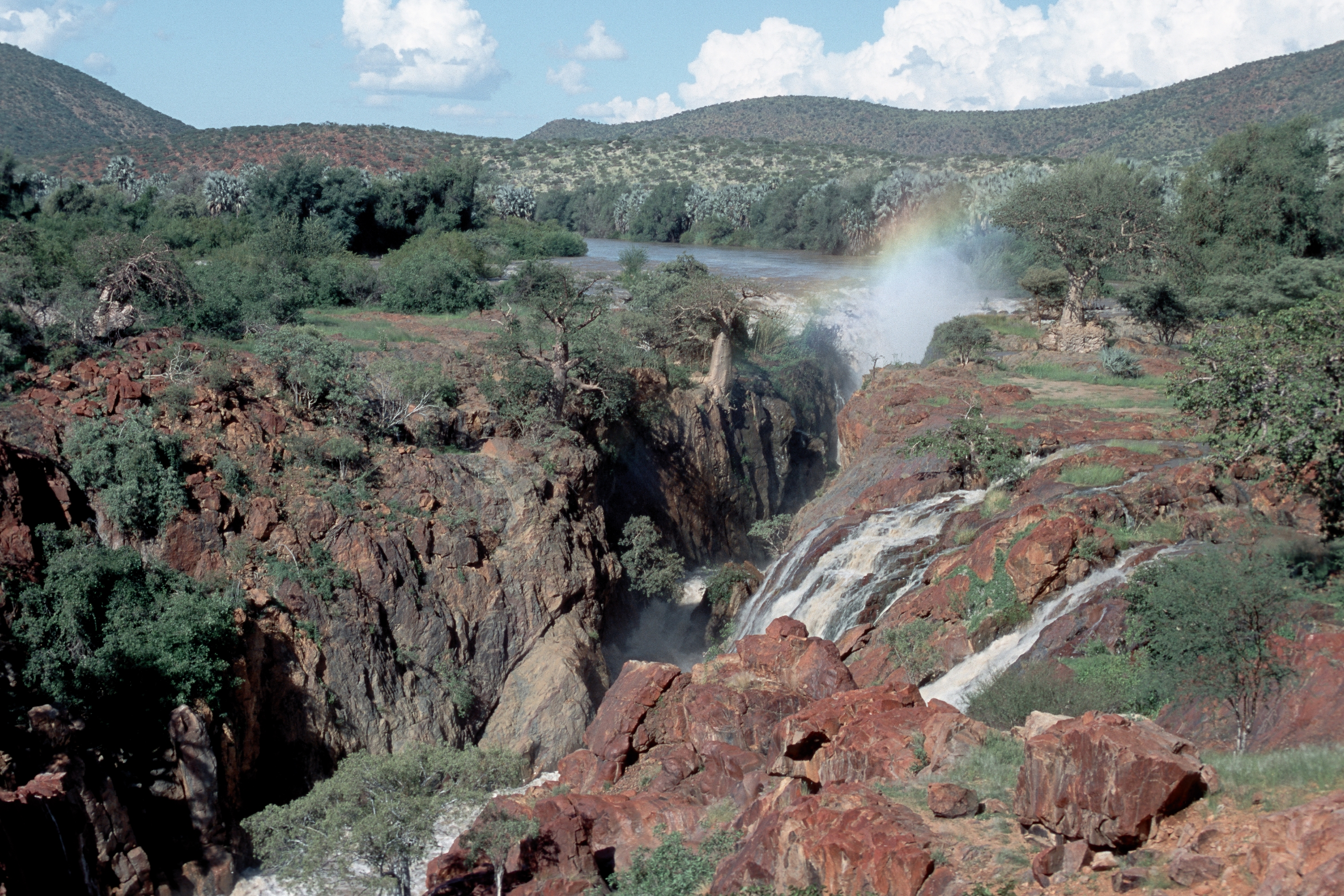